# Marvel Heroes
Marvel Heroes, anteriormente conocido como Marvel Heroes 2015, Marvel Heroes 2016 y Marvel Heroes Omega fue un videojuego free to play, multijugador masivo en línea desarrollado por Gazillion Entertainment y Secret Identity Studios. El juego fue lanzado como Marvel Heroes Omega para la Xbox One y PlayStation 4 en 2016, la versión para PC fue renombrada a Omega poco después.
El 15 de noviembre de 2017, Disney anunció la finalización de sus relaciones con Gazillion Entertainment por lo que el juego sería cerrado a finales de dicho año. Lamentablemente, la precaria situación económica del estudio y las demandas masivas de reembolsos causaron el adelanto de su cierre, el cual ocurrió el 27 de noviembre de 2017. Tanto su sitio oficial, como los foros y su página de Steam han sido desactivados.

## Desarrollo
Marvel Universe Online era el título provisional para el videojuego Champions Online y estaba bajo desarrollo por Gazillion Entertainment y distribuido por Microsoft Game Studios para Microsoft Windows.
Se dice que giraba alrededor de los personajes del Universo de Marvel Comics.
El 16 de noviembre de 2007 se ha confirmado la cancelación de este título.
Recientemente, Crytpic Studios vendió los derechos de su juego de rol en línea City of Heroes a NCsoft, la cual también contrató a varios miembros de Cryptic para un nuevo estudio.
Un tráiler había sido lanzado para promocionar el juego, los únicos personajes visibles en el tráiler son Spider-Man, Capitán América, Doctor Muerte, Wolverine, Doctor Octopus, Castigador, Magneto, Hulk, La Mole, Daredevil, Iron Man, Galactus, Cíclope, Apocalipsis, Nick Furia, Nightcrawler y Lagarto.

## Recepción
Marvel Heroes recibió críticas mixtas luego de su lanzamiento; en el sitio web de revisión y crítica Metacritic el juego obtiene un puntaje general de 59 sobre 100 basado en 38 críticas. IGN le dio al juego un 5.7/10, alabando la historia pero criticando el combate y la personalización limitada. El juego se relanzó más tarde con el título de "Marvel Heroes 2015", llevando a cabo varias mejoras y nuevos contenidos implementados a lo largo del tiempo. En Metacritic , el juego obtiene un puntaje de 81 de 100 basado en 10 críticas y 8.1 de 10 puntaje de usuario basado en 506 valoraciones de usuarios. El 10 de enero de 2015, Marvel Heroes 2015 fue galardonado como "Most MMO mejorado" por MMORPG.com, por loa votación de los visitantes del sitio.